# Paratopula longispina
Paratopula longispina är en myrart som först beskrevs av Hermann Stitz 1938.  Paratopula longispina ingår i släktet Paratopula och familjen myror. Inga underarter finns listade i Catalogue of Life.